# Вачнадзиани (Гурджанский муниципалитет)
Вачнадзиани (груз. ვაჩნაძიანი) — село в Грузии.
23 октября 1925 года станция Вачнадзиани Кахетинской железной дороги была переименована в станцию Шрома.
Находится в Гурджаанском муниципалитете края Кахетия. Высота над уровнем моря составляет 560 метров.
Население — 1529 человека (2014).
В окрестностях села находятся виноградники — поставщики виноматериала для вина сорта «Вазисубани»